# Peltaea speciosa
Peltaea speciosa là một loài thực vật có hoa trong họ Cẩm quỳ. Loài này được (Kunth) Standl. mô tả khoa học đầu tiên năm 1916.